# غيلبرت هوفي غروسفينور
غيلبرت هوفي غروسفينور (بالإنجليزية: Gilbert Hovey Grosvenor)‏ هو صحفي ومصور أمريكي، ولد في 28 أكتوبر 1875 في القسطنطينية في الإمبراطورية البيزنطية، وتوفي في 4 فبراير 1966 في جزيرة كيب بريتون في كندا.

## وصلات خارجية
- غيلبرت هوفي غروسفينور على موقع الموسوعة البريطانية (الإنجليزية)